# Transurethrale resectie van de prostaat
Transurethrale resectie van de prostaat (TURP) is een behandeling van benigne prostaathypertrofie (BPH). Deze vorm is minimaal invasief.
Met deze behandeling wordt er via de urethra (urinebuis) een deel van de prostaat verwijderd. Dit gebeurt door middel van het inbrengen van een hol buisje in de plasbuis. Dit holle buisje wordt tot de prostaat ingebracht. De prostaat wordt beetje bij beetje afgeschraapt om de urinebuis weer toegankelijk te maken. De bloedingen die hiermee gepaard gaan worden dichtgeschroeid.
Soms kan na een TURP als complicatie ongewild urineverlies optreden. Ter bestrijding hiervan kan bekkenfysiotherapie worden ingezet.